# Tricykl

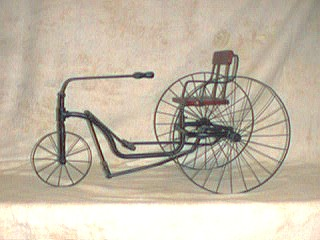
Trycykl

Tricykl / Trycykl – rodzaj dawnego roweru trójkołowego o dwóch dużych kołach tylnych i małym przednim kole. Jest to jeden z welocypedów. Wynaleziono go w II połowie XIX wieku.